# Салт (Ђирона)
Салт (шп. Salt) град је у Шпанији у аутономној заједници Каталонија у покрајини Ђирона. Према процени из 2017. у граду је живело 29 404 становника.

## Становништво
Према процени, у граду је 2017. живело 29 404 становника.
| 2017.  |
| ------ |
| 29.404 |